# Dallasi ciszterci apátság
A Ciszterci Rend Zirci Kongregációjának Our Lady of Dallas apátsága, egy magyar alapítású, a Zirci Ciszterci Apátság joghatósága alá tartozó ciszterci apátság az Amerikai Egyesült Államok Texas államának Irving településén, Dallas mellett. Apátja 2012-től az amerikai származású P. Peter Verhalen.

## Az apátság alapításának előzményei
Ennek a szerzetesközösségnek az eredete az 1946–1949 közötti időszakra nyúlik vissza, amikor tizenegy ciszterci szerzetes, akik korábban Endrédy Vendel zirci apát utasítására nyugatra szöktek, utazott az Amerikai Egyesült Államokba. 1950 után még több magyar rendtársuk csatlakozott az amerikai magyar szerzetesekhez. A Wisconsin államban lévő Spring Bank ciszterci monostorban találtak új otthonra, amit holland ciszterciektől vettek át a zirciek 1948. május 31-én. Az ottani körülmények viszont nem feleltek meg a ciszterciek életformájának, így új helyet kerestek.
1955-ben, a dallasi püspök, Thomas K. Gorman kérésére áttelepültek Texasba és részt vállaltak a dallasi katolikus egyetem felállításában, ahol több tanszék vezetését megkapták. 1955-ben a Dallas közelében lévő Irvingben alapítottak monostort, mely kezdetektől a zirci kongregáció része volt. Endrédy Vendel zirci apát kívánsága szerint egy magyar típusú, nyolcosztályos gimnáziumot alapítottak. Ez a gimnázium tette lehetővé, hogy amíg Magyarországon, az egyházi iskolák államosítása és a törvénytelen feloszlatás következtében nem működhettek a ciszterci gimnáziumok, mégsem vált idejét múlttá vagy veszett el teljes a ciszterci pedagógiai gyakorlat. A közösség első vezetője P. Nagy Anzelm O.Cist perjel lett, akit 1963-ban nevezett ki az Apostoli Szentszék apátnak, egyben apátsági rangra emelte az addigi monostort.

## A ciszterci oktatás
A ciszterciek rövid idővel kiérkezésük alapján iskolát alapítottak. Szent Bernáttól származik az iskola Dallasi Apátság – Our Lady of Dallas jelmondata: „Ardere et lucere”: „lángolj és világíts!” Az első két osztály 1962 őszén indult. Az első években a magyarok tapasztalatlansága és a vezetés fejetlensége majdnem csődbe vitte a vállalkozást. Ám egy új ciszterci igazgató, P. Farkasfalvy Dénes O.Cist kinevezésével az iskola már a hetvenes évek elején „emelkedni” kezdett. Ma 360 diákjával a Cistercian Prepschool-t az egyetemi fölvételi irodák Amerika egyik legkiválóbb iskolájaként tartják számon. 2015-ben a közösségben 13 szerzetes él, s több mint 30 civil tanár segíti munkájukat.

## Dallasi apátok
- P. Nagy Anzelm (1955–1963 perjel, 1963–1988 apát)
- P. Farkasfalvy Dénes (1963–2012)
- P. Peter Verhalen (2012–)

## Fordítás
- Ez a szócikk részben vagy egészben  az   Our Lady of Dallas Abbey című angol Wikipédia-szócikk fordításán alapul.  Az eredeti cikk szerkesztőit annak laptörténete sorolja fel. Ez a jelzés csupán a megfogalmazás eredetét és a szerzői jogokat jelzi, nem szolgál a cikkben szereplő információk forrásmegjelöléseként.